# 7381 Mamontov
7381 Mamontov eller 1981 RG5 är en asteroid i huvudbältet som upptäcktes den 8 september 1981 av den sovjetisk-ryska astronomen Ljudmila Zjuravljova vid Krims astrofysiska observatorium på Krim. Den är uppkallad efter den ryske industrialisten Savva I. Mamontov.
Asteroiden har en diameter på ungefär 4 kilometer och den tillhör asteroidgruppen Vesta.